# Jelena Polenova
Jelena Dmitrievna Polenova (Russisch: Елена Дмитриевна Поленова) (Sint-Petersburg, 27 november 1850 - Moskou, 19 november 1898) was een Russische illustrator en kunstschilder.

## Biografie
Polenova volgde vanaf 1864 tekenlessen aan de School van de Vereniging ter Bevordering van de Kunsten in Sint-Petersburg en kreeg les van verschillende kunstschilders. Tussen 1869 en 1870 vervolmaakte ze zich in het atelier van Chapelain in Parijs. Vanaf 1882 was ze actief in de kunstenaarskolonie van Abramtsevo. Ze werkte mee aan de enscenering van opera's en illustreerde Russische sprookjes. Ze nam deel aan verschillende tentoonstellingen, onder andere van Mir Iskoesstva (Kunstwereld). Ze wordt gerekend tot de eerste golf van de Russische symbolistische schilders.
Ze was de zus van kunstschilder Vasili Polenov (1844-1927).

## Galerij

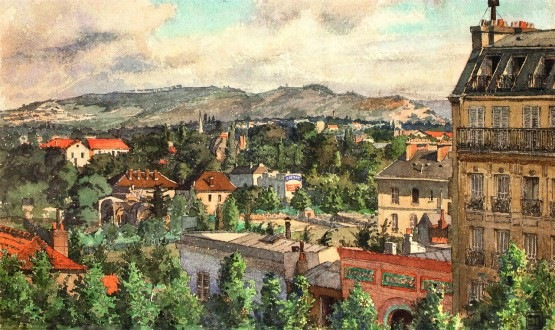
Parijs (1880)
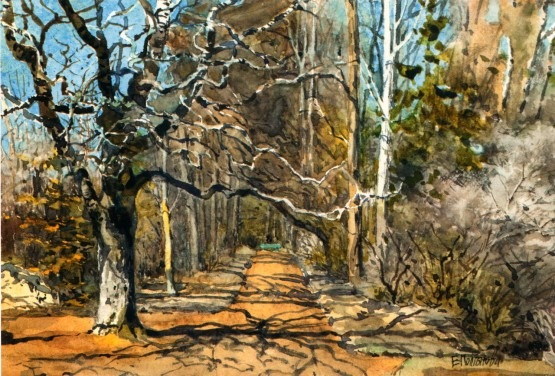
Dreef in het vroege voorjaar, studie (ca. 1887)
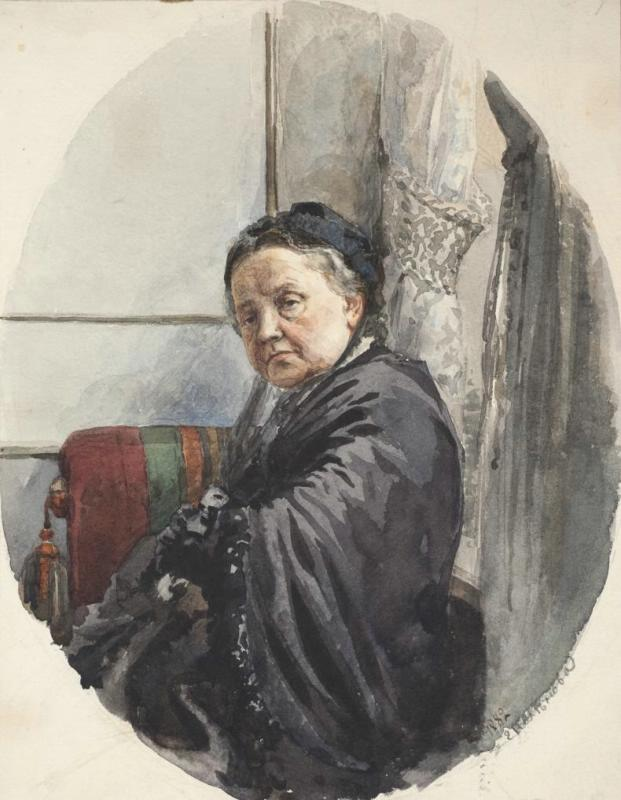
Portret van Maria Aleksejevna Polenova (1882)
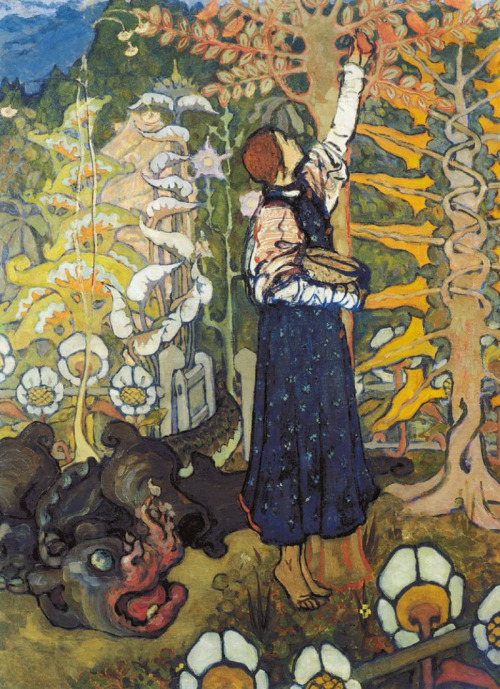
Beest, illustratie bij een sprookje
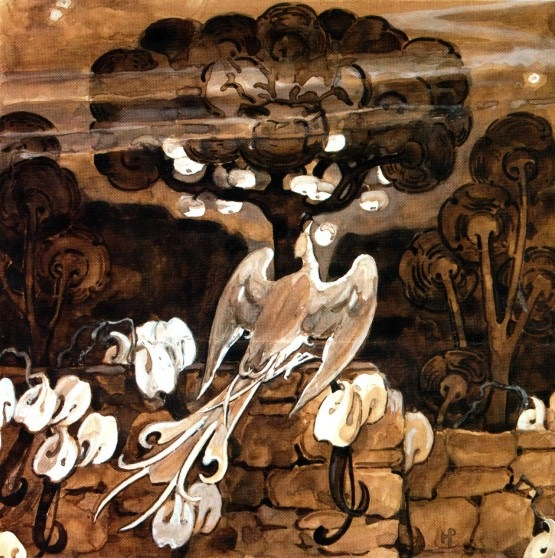
De vuurvogel, illustratie bij een sprookje (1897)

- Bibliothèque nationale de France: cb168342266 (data)
- Gemeinsame Normdatei: 124155839
- International Standard Name Identifier: 0000 0000 8104 8217
- Library of Congress Control Number: n81080647
- Nationale Bibliotheek van Letland: 000311774
- Nationale Bibliotheek van Tsjechië: xx0024763
- Nationale Bibliotheek van Israël: 987007447878805171
- Nederlandse Thesaurus van Auteursnamen: 071001247
- Système universitaire de documentation: 252876598
- Union List of Artist Names: 500096458
- Virtual International Authority File: 25528957
- WorldCat: E39PBJpJcr8wY4Y9vKKHv9PG73